# Milan Milovanović
Milan Milovanović, srbski general, * 11. maj 1874, † 13. september 1942.

## Življenjepis
Leta 1894 je diplomiral na Vojaški akademiji. Sodeloval je v obeh balkanskih vojnah; v prvi je bil šef obveščevalnega centra Vrhovne komande in v drugi je bil načelnik štaba Črnogorske divizije. 
Med prvo svetovno vojno je bil med drugim načelnik štaba 2. armade. Leta 1929 je postal načelnik Glavnega generalštaba, leta 1934 minister vojske in vojne mornarice in naslednje leto še član Vojaškega sveta.